# Тыня
Тыня — река в России, протекает по Гаринскому району Свердловской области. Река впадает в озеро Большой Вагильский Туман № 1232. Длина реки составляет 35 км, последние несколько километров русла гораздо шире основной части и носят отдельное название: озеро Усть-Нагалы, наряду с озером Камским оно входит в единую систему Вагильского Тумана.

## Данные водного реестра
По данным государственного водного реестра России относится к Иртышскому бассейновому округу, водохозяйственный участок реки — Тавда от истока и до устья, без реки Сосьва от истока до водомерного поста у деревни Морозково, речной подбассейн реки — Тобол. Речной бассейн реки — Иртыш.
Код объекта в государственном водном реестре — 14010502512111200011529.